# Euthalia rangoonensis
Euthalia rangoonensis är en fjärilsart som beskrevs av Swinhoe 1890. Euthalia rangoonensis ingår i släktet Euthalia och familjen praktfjärilar. Inga underarter finns listade i Catalogue of Life.